# USA Union
USA Union je studiové album anglického bluesového hudebníka Johna Mayalla, vydané v roce 1970 hudebním vydavatelstvím Polydor Records. Písně byly nahrány ve dnech 27. a 28. července téhož roku ve studiu Larrabee Studios v Los Angeles a o produkci se staral sám Mayall; autorem textu v bookletu alba je Leonard Feather. Jde o album z období, kdy se Mayall z rodné země přestěhoval do Kalifornie a hrál zde s místními hudebníky; na tomto albu hrají kytarista Harvey Mandel a baskytarista Larry Taylor, kteří nedlouho předtím opustili skupinu Canned Heat, a dále houslista Don „Sugarcane“ Harris.

## Seznam skladeb
| Pořadí | Název                 | Délka |
| ------ | --------------------- | ----- |
| 1.     | Nature's Disappearing | 5:58  |
| 2.     | You Must Be Crazy     | 3:58  |
| 3.     | Night Flyer           | 5:36  |
| 4.     | Off the Road          | 2:51  |
| 5.     | Possessive Emotions   | 5:22  |
| 6.     | Where Did My Legs Go  | 3:48  |
| 7.     | Took the Car          | 4:11  |
| 8.     | Crying                | 6:30  |
| 9.     | My Pretty Girl        | 4:24  |
| 10.    | Deep Blue Sea         | 5:06  |

## Obsazení
hudebníci
- John Mayall – zpěv, kytara, harmonika, klávesy
- Harvey Mandel – kytara
- Larry Taylor – baskytara
- Don „Sugarcane“ Harris – housle

technická podpora
- John Mayall – producent
- Leonard Feather – text v bookletu
- Bob Gordon – fotografie
- John Judnich – zvukový inženýr
- Tapani Tapanainen – fotografie
- Nancy Throckmorton – fotografie